# Anna Solà Sardans

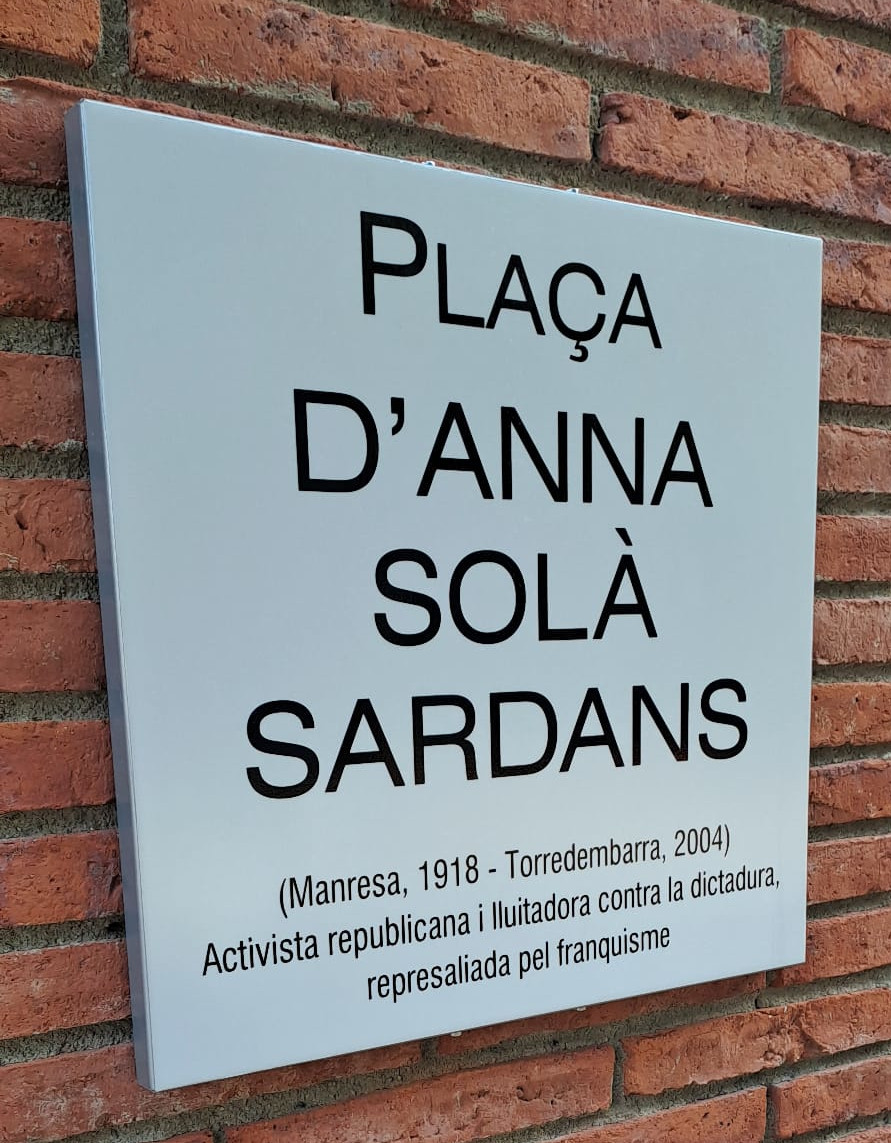
Placa de la Plaça d'Anna Solà Sardans a Manresa

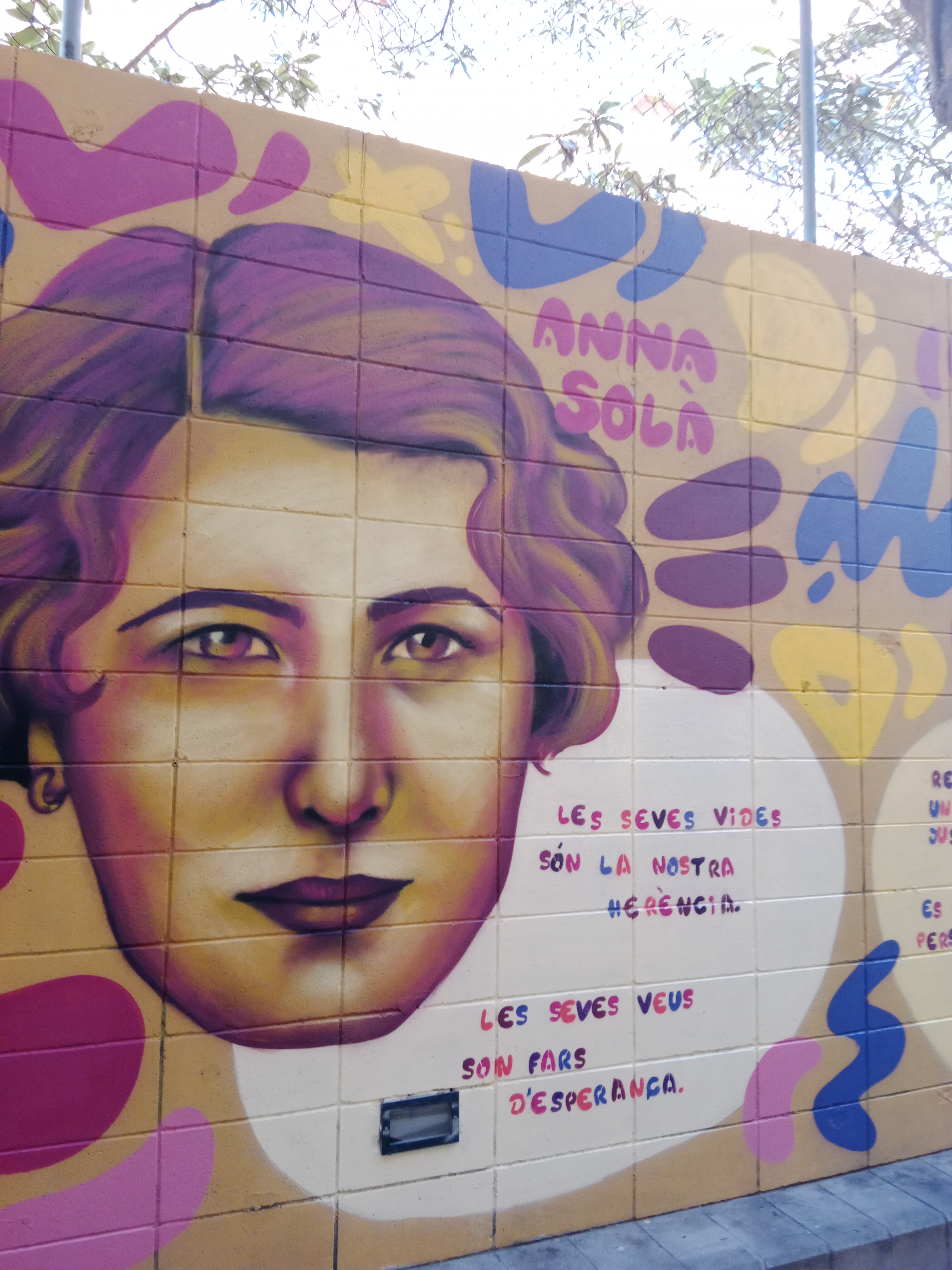
Mural del Centre Cívic Tomasa Cuevas

Anna Solà Sardans (Manresa, 1 de novembre de 1918 - Torredembarra, 21 de gener del 2004) fou una activista catalana, militant del PSUC i la UGT. Formà part del Secretariat de propaganda de la Unió de Dones de Catalunya, coneguda més tard com Agrupació de dones antifeixistes, fou subsecretària del Comitè Jurídic del Socors Roig Internacional de la VII Vegueria. Va patir la repressió franquista.

## Biografia
Nascuda en el si d'una família progressista, el seu pare, Josep Solà Franquesa, havia nascut a Artés i treballava de mestre fuster; la mare, Francesca Sardans Vinyas, era mestressa de casa i havia nascut a Santpedor; tenia una germana més gran que treballava de sastressa. Ben aviat els ideals familiars van fer participar Anna Solà Sardans en les activitats socials i polítiques del moment. Va estudiar comptabilitat, francès i taquimecanografia; també va aprendre a tocar el piano, era fotògrafa aficionada i esperantista.

## Guerra Civil
El 15 de juliol 1937, en plena Guerra Civil, amb divuit anys, va entrar a treballar d'auxiliar administrativa a les oficines de la Delegació d'Economia, Transport i Obres Públiques de la Generalitat de Catalunya a Manresa; aleshores Joan Comorera i Soler n'era el conseller en cap. Aviat va assumir responsabilitats de secretària dels diferents caps que es van anar succeint a mesura que s'incorporaven al front: Josep Rocosa Vila (que fou un dels fundadors del PSUC a Manresa) Jerónimo Sáez Martínez, Pedro Romero i Juan Dueso Fernández
Militant del jove Partit Socialista Unificat de Catalunya (PSUC), va participar en manifestacions i mítings en pobles de la comarca, com a Callús i al Pont de Vilomara.
Des del secretariat de propaganda de l'organització Unió de Dones Antifeixistes va participar activament en l'organització d'ajudes als soldats del front, els ferits, les colònies d'infants i els refugiats; també va col·laborar amb l'organització Socors Roig Internacional i va fer activisme en premsa i ràdio. Publicava assíduament a El Dia de Manresa i el diari UGT.
En nom de La Unió de Dones de Catalunya, el 18 d'abril de 1938, en plena guerra, va fer una crida a totes les manresanes antifeixistes, fossin o no d'algun partit o sindicat, a treballar conjuntament per ajudar materialment i moralment els combatents. L'article, publicat al diari El Dia, va ser una de les proves més contundents en el consell de guerra al qual va ser sotmesa i en la sol·licitud de pena de mort.

## Final de la Guerra civil

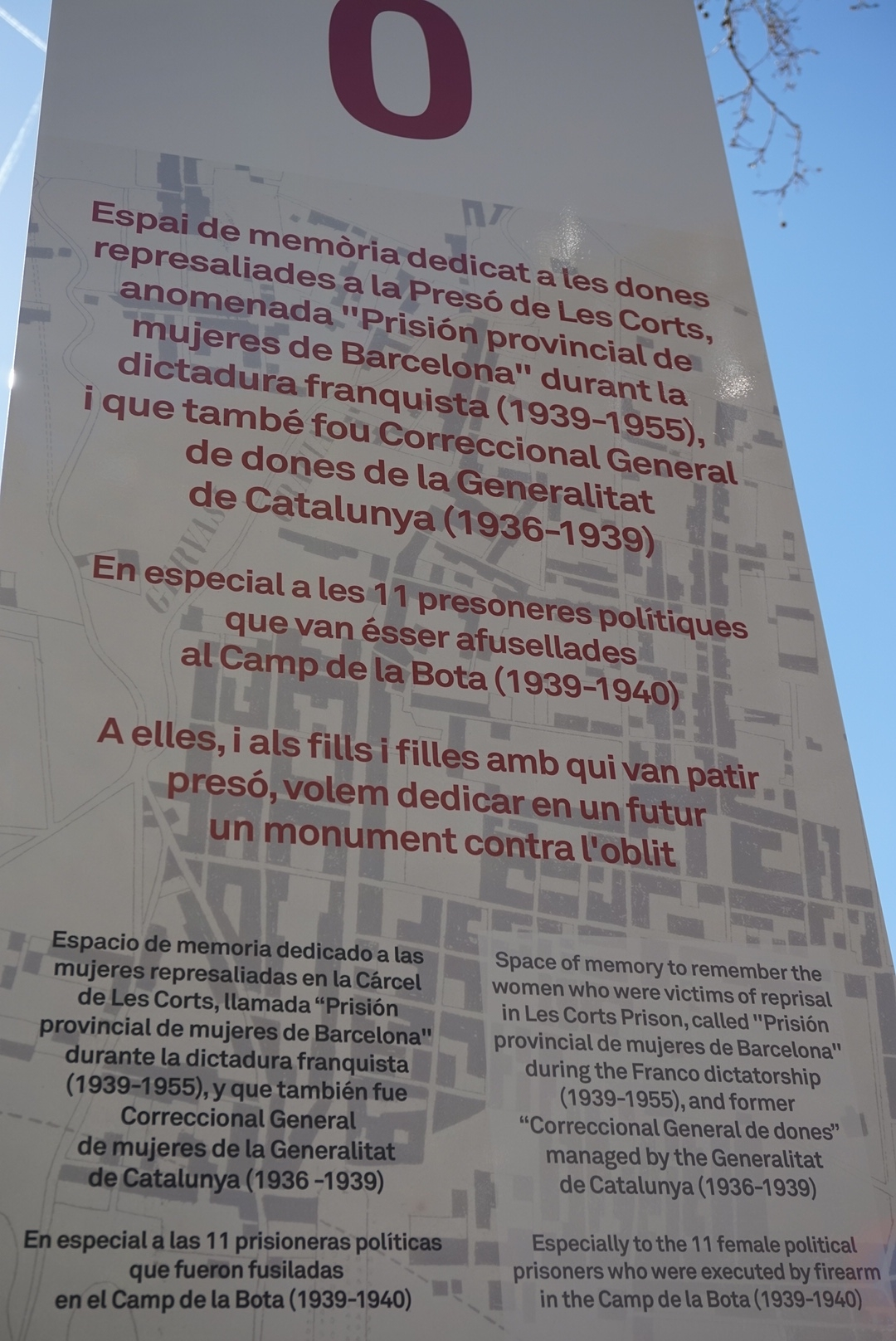
Memorial a la presó de Dones de les Corts

El gener de 1939 es van clausurar les oficines de la Delegació de la Generalitat a Manresa. Molts republicans van marxar a l'exili, però Anna Solà Sardans es va quedar. El dia abans que entressin les tropes franquistes a Manresa, el 23 de gener de 1939, va sortir cap a Vic, on tenia un oncle, però va tornar a Manresa el 5 d'abril; cinc dies més tard, arran d'una denúncia, va ser detinguda i ingressada a la presó. El 29 de maig fou sotmesa a un consell de guerra juntament amb setze persones més, entre les quals la també manresana Assumpció Solà Casas, d'ideologia llibertària.
Acusada de «rebel·lió militar» i de «propagandista roja separatista», el fiscal Emilio Rodriguez López demanà la pena de mort, presentant com a prova un retall del diari El Dia en el qual havia escrit una proclama, fent seves les paraules d'un discurs del president Lluís Companys que demanava ajuda per als combatents. L'advocat defensor, però, va aconseguir la «pena immediatament inferior»" i va ser condemnada a vint anys i un dia. Complí la sentència a la presó de Manresa i a la Provincial de Dones de Barcelona (Presó de Dones de les Corts).

## Postguerra
Finalment la pena li fou commutada a 6 anys i un dia. Amb la redempció pel treball i indults, va obtenir la llibertat provisional el 5 de juliol de 1941, havent complert 2 anys, 5 mesos i 27 dies. La llibertat definitiva li va arribar el 8 d'octubre de 1945.
La tornada a Manresa no va ser fàcil. Les condicions laborals per als represaliats eren dures i havien de sumar-hi les vexacions i les pressions d'una dictadura. Es va casar amb Josep Batalla Salvat, tinent republicà, ex-presoner del Camp de Concentració d'Argelers, Camp de Concentració d'Urduña i sotmès a consell de guerra sumaríssim amb una condemna de 30 anys de presó, dels quals en va complir set a la presó Model de Barcelona. Josep Batalla va morir el 27 de desembre de 1985 i Anna Solà va morir el 21 de gener de 2004, a Torredembarra. Mai van renunciar a llurs ideals.

## Memòria històrica

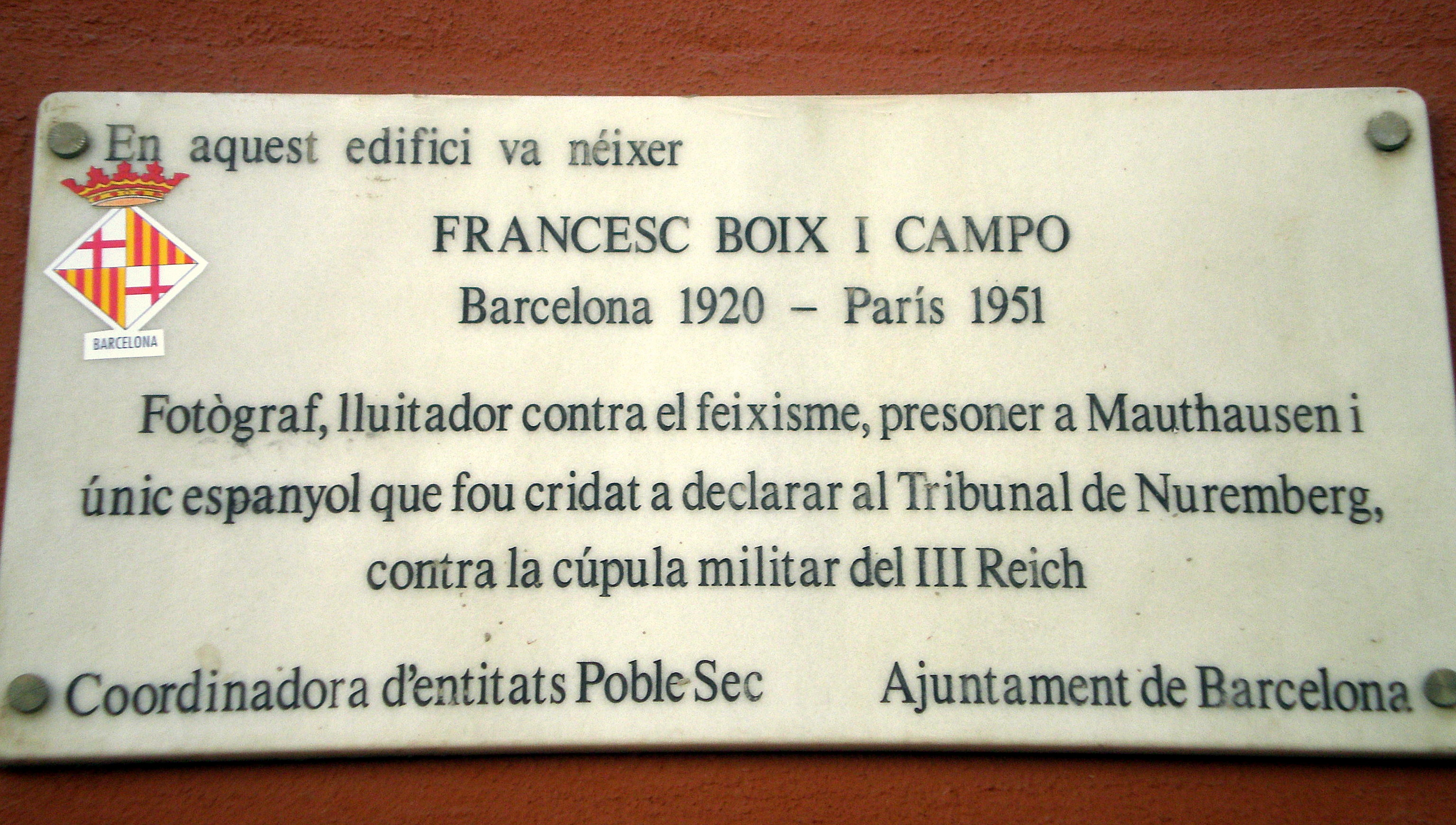
Placa a la casa del carrer Margarit, on va néixer el fotògraf Francesc Boix i Campo.

El 2015 Memoria.cat va publicar 28 fotografies inèdites que Francesc Boix, conegut com el fotògraf de Mauthausen, havia fet a Manresa durant la Guerra Civil. Les fotografies procedeixen del fons de 1.400 negatius que la Comissió de la Dignitat va comprar en una subhasta sense saber qui n'era l'autor. Posteriorment es va saber que es tractava de Francesc Boix. En cinc d'aquestes fotografies apareix Anna Solà Sardans en un acte per recaptar fons per als soldats republicans.
El 9 de març de 2018, El Consell Municipal de Solidaritat de la ciutat de Manresa va proposar el nom de tres manresanes per tal de donar nom a carrers de la ciutat, entre les quals el de la política i activista Anna Solà Sardans.
El 12 novembre 2024, després de l'escrutini de vots emesos en el projecte participatiu «Plaça és nom de dona» van resultat elegides Maria Assumpció Balagué i Anna Solà Sardans per donar el nom a dues places situades al barri de la Carretera de Santpedor de la ciutat de Manresa, que van ser inaugurades el 14 de juny de 2025.